# ジェームズ・フィップス

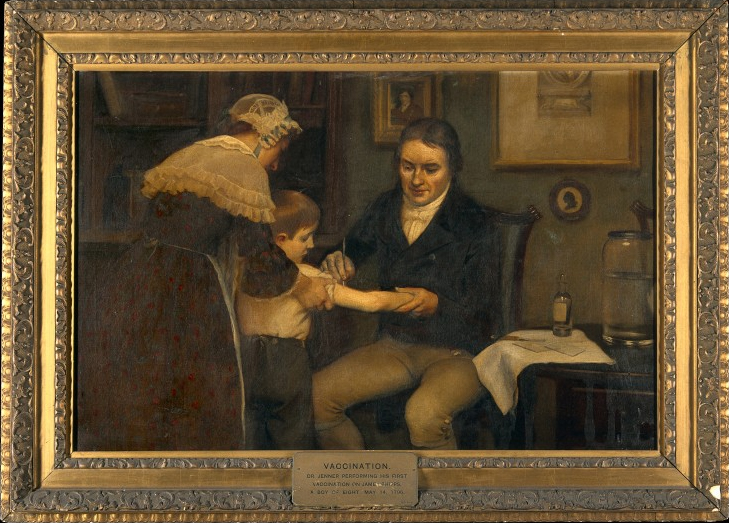
フィップスがエドワード・ジェンナーによる牛痘接種を受ける様子。アーネスト・ボード画、1910年ごろ。

ジェームズ・フィップス（英語: James Phipps、1788年 – 1853年）は、エドワード・ジェンナーによる牛痘接種を受けた最初の人物。この時代、搾乳婦の間で牛痘という（天然痘より軽い）伝染病にかかった人が天然痘にかからないとする言い伝えがあり、ジェンナーはこれを知ると、自身の理論をフィップスに試した。フィップスへの種痘は成功に終わり、後に天然痘の種痘を受けても病気にかからなかった。

## 牛痘接種

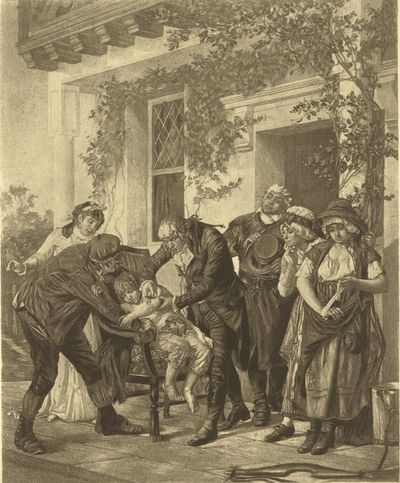
フィップスがジェンナーによる種痘を受ける様子。ガストン・メリングによるリトグラフ、1894年ごろ。

エドワード・ジェンナーの庭師の息子として、グロスタシャーのバークリーで生まれ、4歳の時にバークリーの聖メアリー教区教会で洗礼を受けた。
1796年5月14日、ジェンナーにより「約8歳の健康な男の子」（a healthy boy, about eight years old）として、牛痘接種の対象に選ばれた。ジェンナーは搾乳婦サラ・ネルムズ（Sarah Nelmes）の手にある牛痘の小水泡から液を抽出し、フィップスの腕に小さな切り傷を2つつけて接種した。
ジェンナーの記述したところによると、「彼は7日目に腋の下の不調を訴え、9日目に寒気がした上、食欲不振で軽い頭痛もあった。この日は目に見えて気分が悪く、その夜もある程度の不眠が見られたが、翌日には全快した」（On the seventh day he complained of uneasiness in the axilla and on the ninth he became a little chilly, lost his appetite, and had a slight headache. During the whole of this day he was perceptibly indisposed, and spent the night with some degree of restlessness, but on the day following he was perfectly well.）という。約6週間後、ジェンナーはフィップスに天然痘を接種し、この接種に効果がないことがわかると、フィップスが天然痘に対する免疫を得たと結論付けた。フィップスはその後20回以上天然痘の接種を受けたが、1度も天然痘を罹患しなかった。
フィップスは度々天然痘の予防に牛痘接種を受けた最初の人物として言及されたが、これは誤りである。1791年、ホルシュタイン公国キール出身の医師ペーター・プレットは子供3名に対し牛痘接種を行っており、ドーセット州イェットミンスター出身のベンジャミン・ジェスティも1774年に妻と息子2人に牛痘接種を行っている。しかし、ジェンナーは1798年に『牛痘の原因および作用に関する研究』（An Inquiry into the Causes and Effects of the Variolæ Vaccinæ）でフィップスに対する種痘を記述し、膿が抽出されたサラ・ネルムズの手のイラストも含めた。ジェンナーの著作は腕から膿を抽出し、それを別人の腕に接種することができるという記述と、接種に適切な膿の選び方の記述が含まれており、結果的にはワクチン接種に関する最初の著作となった。

## その後

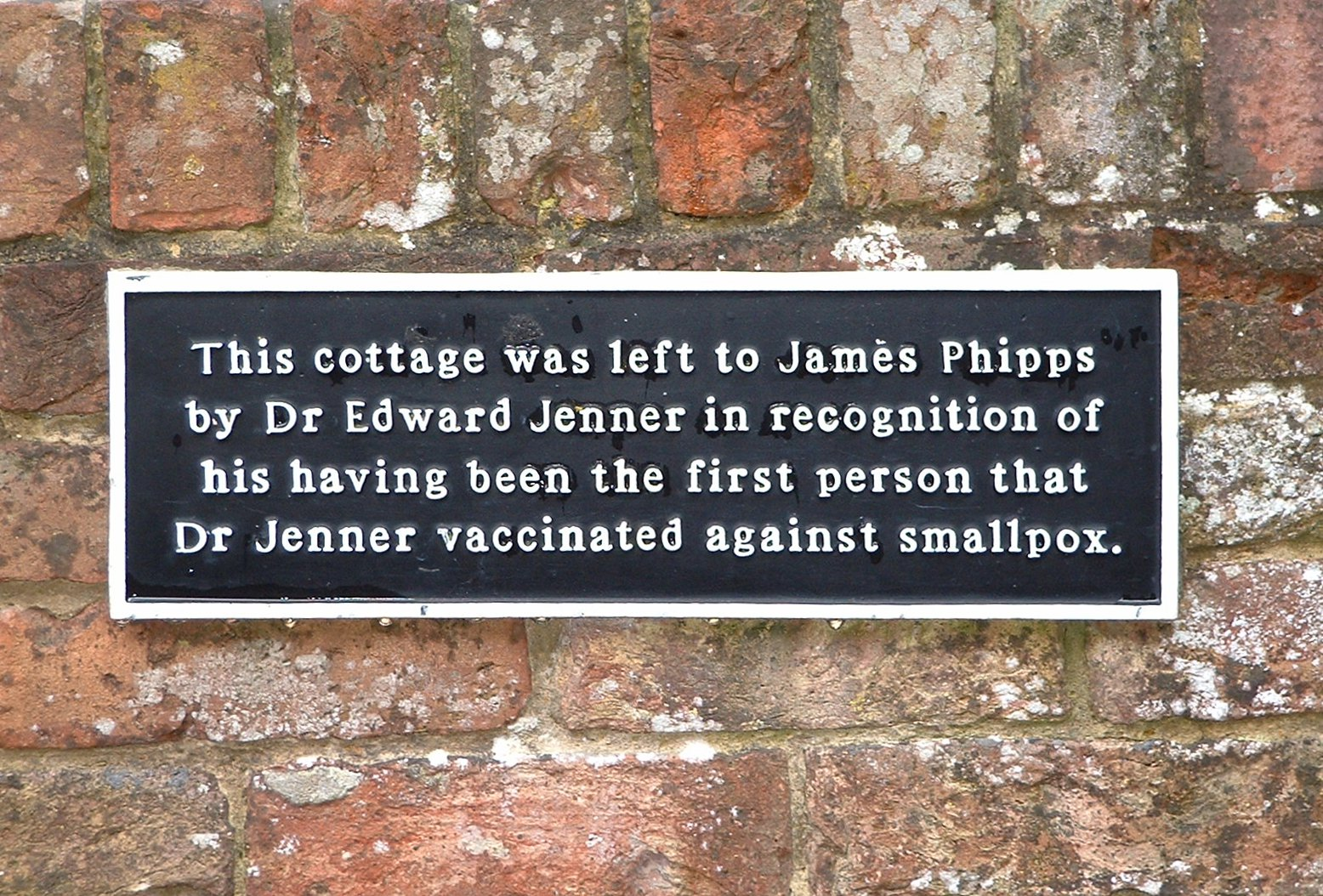
フィップスが住んだコテージにある銘板、2006年撮影。

ジェンナーは後にバークリーにあるコテージを無料でフィップス一家（このときにはフィップスが結婚しており、子供を2人もうけた）に貸し出した。このコテージはフィップスの死去から1世紀以上経過した1968年より「エドワード・ジェンナー博物館」（Edward Jenner Museum）として一般公開されたが、博物館は1982年にジェンナーの家に移転された。フィップスはジェンナーに感謝し、1823年にジェンナーが死去したとき、同年2月3日に行われたジェンナーの葬儀に出席した。
1853年に死去、同年4月25日に洗礼を受けた教会であったバークリーの聖メアリー教会に埋葬された。ジェンナーも同じ教会に埋葬されている。